# Rodésia nos Jogos Olímpicos de Verão de 1960
A Rodésia (atual  Zimbabwe) participou dos Jogos  Olímpicos de Verão de 1960 em Roma, Itália.  Foi a primeira vez em 32 anos que o país foi representado nos Jogos Olímpicos. Os atletas da Rodésia  do Sul competiram como a delegação da Rodésia enquanto eram parte constituinte da Federação da Rodésia e Niassalândia (1953-1963).